# Stonewashed (band)
Stonewashed is een Nederlandse band, opgericht door Bram van Dijk en Esther van Dijk.
Zowel de naam van de band (stonewashed: gewassen door de tegenslagen in het leven), alswel de debuutcd hebben betrekking om hun zoon Joshua, die, in oktober 2003, twee dagen na de geboorte overleed.
Stonewashed is ambassadeur van de ontwikkelingshulporganisatie World Vision.

## Discografie
- 2004 - Joshua
- 2004 - It's You I Need (single)
- 2005 - Wake Up World (single)
- 2005 - Conquer The World (single)
- 2006 - All I Want
- 2009 - NYCD